# Bahjat
Bahjat Alturjman (24 de junho de 1995) é um cantor e compositor líbio. Ele cresceu em Trípoli, capital da Líbia, antes de partir durante o início da Primavera Árabe em 2011. Posteriormente, ele se mudou para Estocolmo, Suécia, em 2017. Ele é mais conhecido por suas músicas "Hometown Smile" e "Do you remember me?". "Talk To Me" liderou as paradas maltesas, enquanto "What We Were" se tornou a primeira música de um artista independente nascido na Líbia a aparecer na New Music Friday do Spotify.

## Carreira profissional
Bahjat lançou seu primeiro single "Stand Tall" em Malta em 2015, seguido por "Talk To Me", que liderou as paradas maltesas depois de um mês. Lançou os singles" Do you remember me? " (Você se lembra de mim?) e "What We Were", com ambos encontrando apoio das listas de reprodução do Spotify, como Fresh Finds, New Music Friday entre outros.

## Discografia

### EP
- 3:11 am, 2017

### Single
| Título                                                                             | Ano  | Posições máximas no gráfico | Album    |
| Título                                                                             | Ano  | Malta                       | Album    |
| ---------------------------------------------------------------------------------- | ---- | --------------------------- | -------- |
| "Stand Tall"                                                                       | 2015 | Nenhum álbum                |          |
| "Talk To Me (Fale comigo)"                                                         | 2016 | 1                           |          |
| "Say It (Diga)"                                                                    | 2017 | 1                           | 3:11 sou |
| "Do you remember me? (Você se lembra de mim?)"                                     | 2018 | Nenhum álbum                |          |
| "What We Were (O que éramos)"                                                      | 2019 | 4                           |          |
| "Istambul"                                                                         | 2019 | -                           |          |
| "-" Indica que a gravação não entrou nas listas ou não foi lançada naquele momento |      |                             |          |